# Prehistorie van Finland

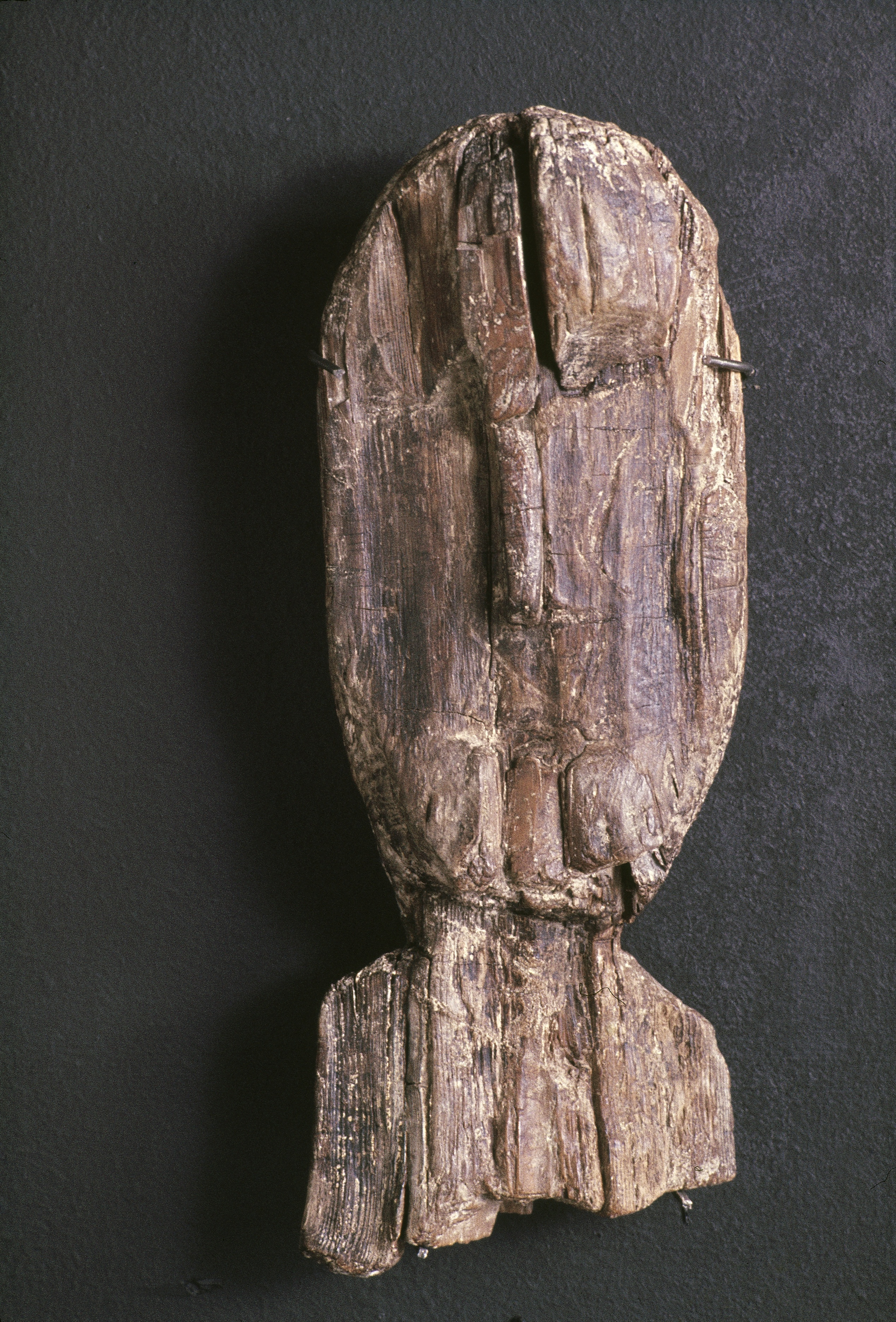
houten hoofd uit Pohjankuru, neolithische periode

De prehistorie van Finland is de tijd vóór de historische periode van Finland, waarvoor geen schriftelijke bronnen bestaan. Het bestrijkt het verleden van het huidige gebied  van Finland tot ongeveer de 14e eeuw. Het prehistorische tijdperk van Finland begon toen de eerste bewoners na de laatste ijstijd rond 8850 v.Chr. naar Finland kwamen. De ijstijd vernietigde de tekenen van een mogelijke eerdere bewoning in Finland.  
De Finse prehistorie is onderverdeeld in het stenen tijdperk (tot 1.500 v.Chr.), de bronstijd (1.500 - 500 v.Chr.) en de ijzertijd (500 v.Chr. - 1200/1300 n.Chr.). 

## Steentijd

### Paleolithicum

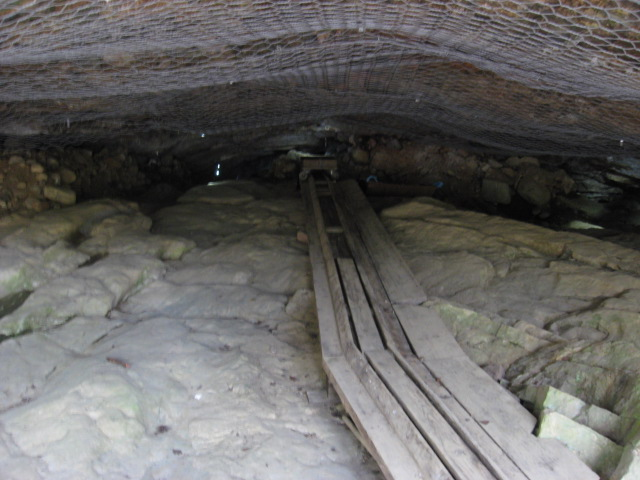
De Susiluola-grot in Kristiinankaupunki. In de grot zijn stenen gevonden waarvan werd vermoed dat ze 120.000 jaar geleden werden bewerkt. De interpretatie van de bevindingen is echter controversieel.

Het onderzoek naar paleolithische vindplaatsen in Finland is niet erg succesvol geweest. De gewelddadige landschapsveranderingen tijdens de ijstijden hebben mogelijk bewijsmateriaal verborgen onder lagen morenen. De Susiluola bij Kristinestad werd beschouwd als een mogelijke middenpaleolithische vindplaats, vooral aan het einde van de jaren negentig en de jaren 2000. Er werd beweerd dat in de grindlagen van de grot stenen lagen die schrabbers zouden kunnen zijn. De datering van de site (120.000 jaar v.Chr.) zou hebben betekend dat ze van neanderthalers afkomstig zouden zijn geweest. Tegenwoordig beschouwen veel archeologen en geologen de interpretatie van de vondsten als controversieel.
Nog vóór het Laatste Glaciale Maximum verspreidde de moderne mens zich rond 35.000 v.Chr. naar Europa, jagend op mammoeten en ander groot wild. In Finland zijn verschillende vondsten van mammoetbotten uit de periode  gevonden (34.000 - 22.000 v.Chr.), daarom kan worden aangenomen dat tijdens de warme interstadiale periode vóór het gletsjermaximum van 22.000 v.Chr. de moderne mens ook in de toendrasteppen van Finland had kunnen jagen. Er zijn echter geen bewijzen voor menselijke activiteit uit die tijd. 

### Mesolithicum

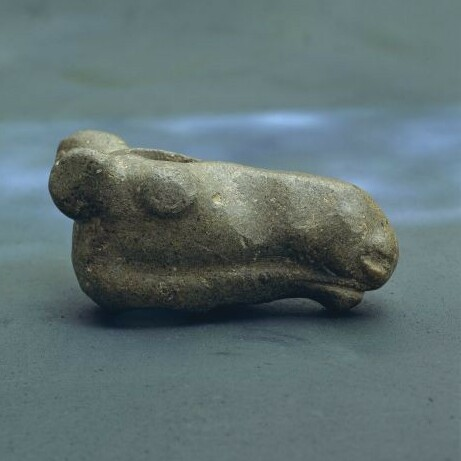
stenen elandkop van Huittinen, mesolithische periode.

Na de ijstijd, rond 11.000 jaar geleden, keerde de flora en fauna terug naar Finland. Daarop volgden de mensen, waarmee de mesolithische periode van Finland begon. 
in Zuid-Finland arriveerden de eerste bewoners hoogstwaarschijnlijk vanuit het gebied van de Kundacultuur in het huidige Estland. De eerste mensen namen waarschijnlijk ook de hond mee. Sites die verband houden met de vroegste vestiging zijn bijvoorbeeld Ristola in Lahti, Orimattila en Kalmosärkä in Suomussalmi. 
De vroegste vindplaats van Noord-Finland, Vetsijärvi in Utsjoki, dateert van iets meer dan 10.000 jaar geleden. Het gevonden materiaal wijst in zuidoostelijke richting, mogelijk naar de Boetovocultuur uit de omgeving van Moskou, welke evenals de Kundacultuur tot het zogenaamde post-Swiderien-complex behoorde. Sommige vondsten in Noord-Lapland zijn in verband gebracht met de uit het zuidwesten afkomstige Komsacultuur. 
De mesolithische Suomusjärvicultuur (rond 8.300 - 5.300 v.Chr.) kende de hond als huisdier. Het levensonderhoud bestond uit het verzamelen van planten, de jacht, zeehondenjacht en visserij. De speer met leistenen punt was een veelgebruikt jachtwapen. De Suomusjärvicultuur verspreidde zich over het hele land, maar was het dichtst aan de toenmalige kusten, die nu diep landinwaarts liggen als gevolg van de opstijging van het land. De cultuur had verbindingen met de Estse Kundacultuur en Oost-Karelië. 

### Neolithicum

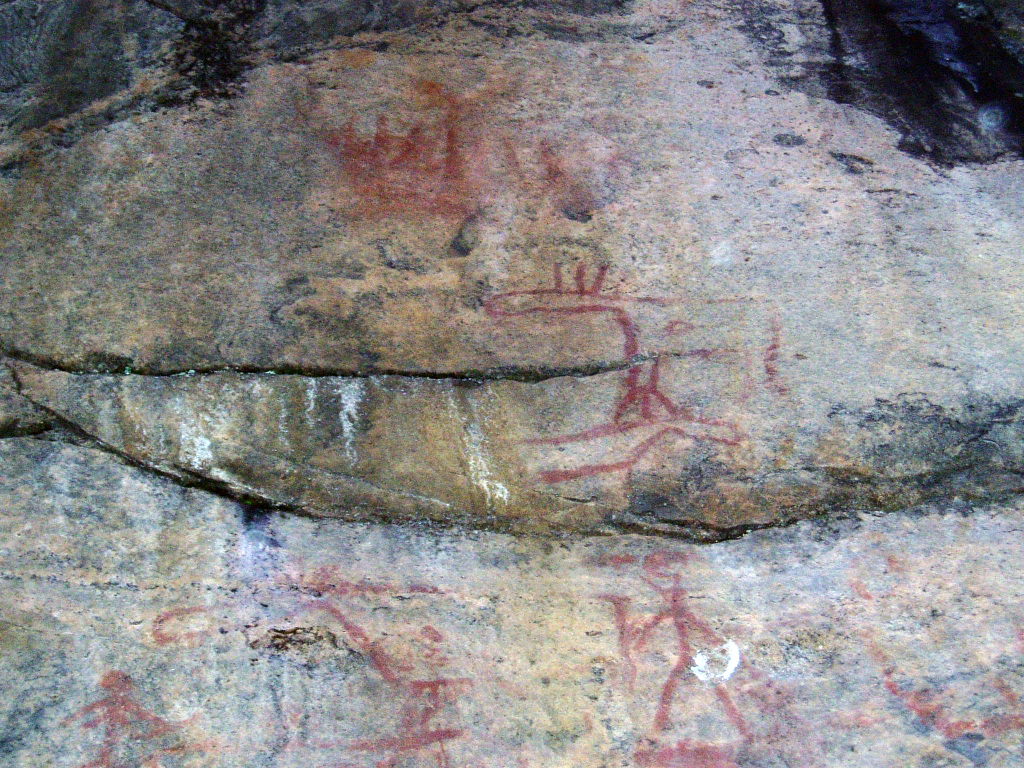
De neolithische rotskunst van Astuvansalmi in Etelä-Savo, een van de grootste in Fennoscandia. Op de schilderijen zijn onder meer elanden, honden, mensen en boten afgebeeld.

#### Vroeg-neolithicum
Rond 5.300 v.Chr. verspreidde zich met de Sperringcultuur de vaardigheid van het maken van aardewerk naar Finland. Deze periode wordt het neolithicum genoemd, d.w.z. het jongste steentijdperk. Volgens de laatste ontdekkingen dateert de oudste Finse landbouw, de teelt van boekweit, uit dezelfde tijd.
De Sperringcultuur behoorde tot de grote Noordoost-Europese culturele kring van de kamkeramische culturen die zich uitstrekte van de Botnische Golf tot de monding van de Wisła en de Oeral. Vaak wordt aangenomen dat de bevolking proto-Oeraalse talen sprak, hoewel veel taalkundigen dit in twijfel hebben getrokken. 
De kamkeramiekculturen waren verenigd door grote aardewerkvaten, waarop patronen werden gedrukt met een kamvormig object. De cultuur verspreidde zich door heel Finland. 
Men onderscheid regionale kamkeramiekgroepen zoals de Jäkärlä-groep in het zuidwesten van Finland en de Säräisniemi-keramiek in Noord-Finland. 
Tijdens het vroege kamkeramiek (5.300-4.200 v.Chr.) was de gemiddelde temperatuur ongeveer twee graden hoger dan tegenwoordig, wat mensen naar Finland heeft aangetrokken. 
Mensen leefden in gemeenschappen van misschien 5 à 10 gezinnen. Elke gemeenschap deelde waarschijnlijk een groot jachtgebied, een jaarcyclus en een hoofdverblijfplaats. Men had verschillende tijdelijke kampplaatsen die werden gebruikt voor de jacht volgens de seizoenen. De economie was, althans in de kustgebieden, sterk gebaseerd op de zeehondenjacht.
De kamkeramiekcultuur begroef haar doden in vlakgraven. Als grafgiften werden huishoudelijke artikelen en sieraden gegeven. 
Rotsschilderingen begonnen uiterlijk in de vroege neolithische periode. Geschilderde dierenafbeeldingen en stenen dierenkopsculpturen houden waarschijnlijk verband met concepten van totemdieren. Naast vaatwerk werden ook zogenaamde kleiidolen gemaakt die waarschijnlijk verband hielden met het sjamanisme. De oudste menselijke figuur in Noord-Europa is gevonden in Jokiniemi, Vantaa. 
Tijdens het typische kamaardewerk werden vanuit het zuiden en zuidoosten grote hoeveelheden vuursteen naar Finland gebracht, die werden gebruikt om messen en punten te maken. Tijdens de kamkeramiekperiode kenden mensen de pijl en boog als wapen.

#### Midden-neolithicum

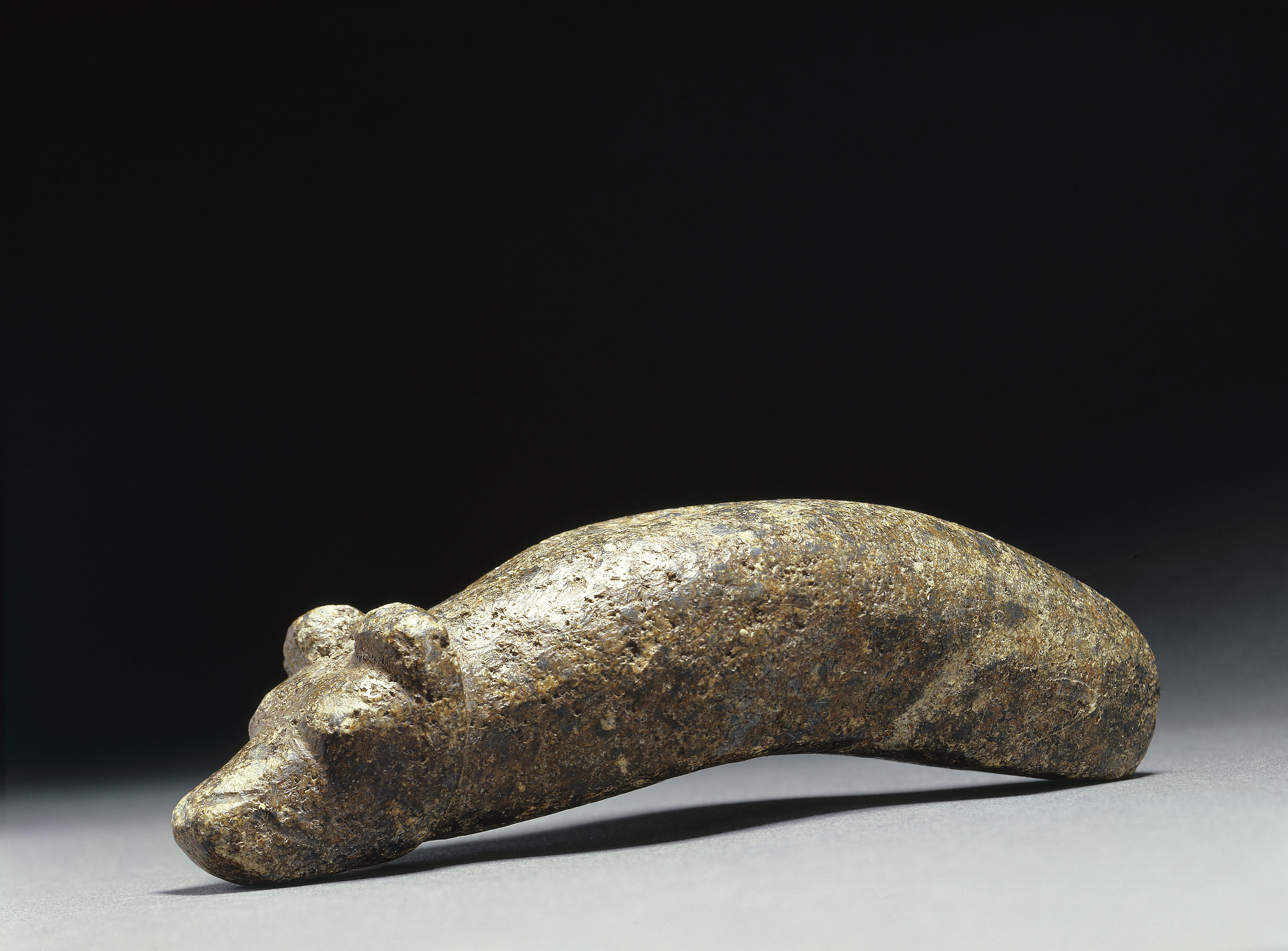
hamer met een berenkop, strijdbijlcultuur, gevonden in Paltamo, Kainuu

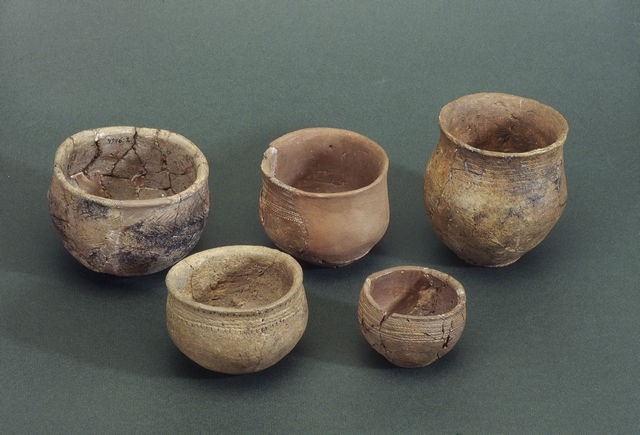
aardewerk van de strijdbijlcultuur gevonden in Kauniainen

De strijdbijlcultuur, een ondergroep van de Indo-Europese touwbekercultuur, verspreidde zich van Midden-Europa naar Scandinavië en de landen rond de Oostzee. Rond 3200 v.Chr. kwamen de eerste immigranten naar het zuidwesten en zuiden van Finland en vestigden zich tussen de oude jager-verzamelaars, maar in afzonderlijke nederzettingen. Er wordt geschat dat er relatief weinig nieuwkomers waren, maar desondanks namen ze het gebied over tot aan de grens Viipurinlahti - Lahti - Kangasala - Teisko - Kauhava - Kokkola. Ze trokken niet verder naar het noorden, omdat het milde klimaat betere omstandigheden garandeerde voor de veeteelt, en ook eindigden de vruchtbare leemgebieden en loofbossen op die lijn. 
De van oorsprong Midden-Europese symbolen en rituelen van de strijdbijlcultuur verschilden aanzienlijk van de noordelijke tradities van de kamkeramiekcultuur. In Finland zijn ongeveer 900 strijdbijlen gevonden, cultureel belangrijke ceremoniële voorwerpen. Finland ontwikkelde haar eigen soorten strijdbijlen. Ook het aardewerk was anders: de vaten waren kleiner, hadden een platte bodem en waren alleen aan de bovenkant versierd. De decoratie bestond uit overlappende touwreliëfs. 
De strijdbijlcultuur verbouwde mogelijk graan met de hakken en branden-methode en hoedde vee. De nederzettingen waren niet zo kustgebonden als die van de kamkeramiek, maar lagen nog steeds grotendeels aan het water. De locatie van de nederzetting kan wijzen op het gebruik van kustweiden als weiland. In Estland wordt geschat dat de nederzettingsvorm met een enkel huis ontstond tijdens de periode van de strijdbijlcultuur. Dit was mogelijk ook in Finland zo, omdat de woonplaatsen relatief klein waren en hun verspreidingsbeeld meer gefragmenteerd was dan voorheen. Nadat de strijdbijlcultuur zich versterkte en de woonruimte schaars werd, trok de bevolking van de late kamkeramiek weg of fuseerde met de nieuwe strijdbijlbevolking, maar in ieder geval namen de woningen van de kamkeramische bevolking af. 
In Åland is een gerstkorrel van rond 3000 v.Chr. gevonden. Er zijn aanwijzingen voor graanteelt in Oost-Zweden van 3000 v.Chr., en van daaruit had de graanteelt zich naar Åland verspreid. De oudste granen gevonden op het Finse vasteland dateren van 1.500 v.Chr. 
In het noorden en oosten van Finland woonden groepen mensen die zogenaamd asbestkeramiek gebruikten. Het mengen met asbestvezels als een keramisch bindmiddel was waarschijnlijk een techniek die in het Saimaa-gebied was ontwikkeld. De asbestkeramiekcultuur werd gevormd op basis van de Kareliëcultuur, waarvan het soms als deel uitmakend wordt gezien. De dragers van de cultuur worden beschouwd als "voor-Samisch", welke waarschijnlijk een onbekende pre-Fins-Oegrische taal spraken. De economie was gebaseerd op jagen en verzamelen. De bewoners van het binnenland onderhielden contact met het laat-kamkeramiek van de kust en de Pyheensiltacultuur. Het binnenlandse asbestkeramiek bestond uit Kierikki- en Pöljä-keramiek. Blijkbaar bewoonden deze groepen ook de kust van de Botnische Baai. Aan de mondingen van de rivieren werden uitgestrekte nederzettingen gevormd. Deze kunnen het hele jaar door bewoond geweest zijn.
Rond 3300-1300 v.Chr. verschenen de zogenaamde reuzenkerken nabij de kustlijn van de Botnische Baai, walachtige bouwwerken waarvan de functie nog omstreden is, en mogelijk verband hielden met de zeehondenjacht. De reuzenkerk van Kastelli met een diameter van 60 meter is de grootste reuzenkerk van het land. 
De Zuidwest-Finse Pyheensiltacultuur (2.900-2.400 v.Chr.) wordt vaak beschouwd als de laatste fase van de kamkeramiektraditie. Er zijn onder meer vondsten gedaan in Pyheensilta, Mynämäki. In Åland zijn alle fasen van kamaardewerk en strijdbijlcultuur vertegenwoordigd. Er kwamen nieuwe bewoners uit het westen, behorend tot de Scandinavische pitted-warecultuur, die ook landbouw kende. De belangrijkste pitted-ware-nederzetting is Jettböle in Jomala, waar het enige skelet uit het steentijdperk van Finland, een 160 cm lange man, en veel klei-idolen zijn gevonden. 

#### Laat-neolithicum
De Kiukainencultuur (2300-1500/1300 v.Chr.) ontstond in de laatste fase van het neolithische tijdperk, toen de strijdbijlbevolking zich vermengde met de bevolking van de Pyheensiltacultuur. De visserij-economie was nog steeds van groot belang, maar de haklandbouw begon zich uit te breiden naar West- en Zuid-Finland. Nederzettingen van de Kiukainencultuur zijn gevonden aan de kusten van Satakunta en Zuid-Ostrobothnia tot Vyborg. Het belang van maritieme verbindingen werd groter. Geleidelijk ontstond er een soort culturele cirkel rond de Oostzee, die ook West- en Zuid-Finland omvatte. 
In Tuorsniemi, Pori is een net gevonden vastgebonden aan een lindeboom uit 1900 v.Chr., met meer dan 800 drijvers van pijnboomschors. Mogelijk zijn netten gebruikt om zeehonden te vangen, samen met harpoenen van been. Uit Scandinavië ingevoerde vuurstenen sikkels, maal- en stampstenen getuigen van de landbouw, en in nederzettingen zijn gerstkorrels gevonden. Zelfs ter hoogte van Pello werden tekenen van landbouw uit de late steentijd en bronstijd (2000-1500 v.Chr.) gevonden. Rundvee- en schapenbeenderen wijzen naar veehouderij. Rond deze tijd werd de zadelrob in de Oostzee met uitsterven bedreigd. 
In Noord- en Oost-Finland vonden grote veranderingen plaats. De nederzettingen worden geleidelijk moeilijker archeologisch aan te tonen. De reuzenkerken lijken rond 2500 v.Chr. buiten gebruik te raken. Het Pöljä-Jysmä-aardewerk verdwijnt uiterlijk rond 2000 v.Chr. Tegelijkertijd werden de grote dorpsachtige woonkernen in het Botnische Baai verlaten. De gemeenschappen werden mogelijk opgesplitst in kleinere eenheden en de nederzettingen werden mobieler. 
De begrafenispraktijken uit het late neolithicum zijn slecht bekend. Mogelijk werd gebruik gemaakt van ondergrondse begrafenis. Sommige lange heuvels worden ook beschouwd als graven uit die tijd.

## Bronstijd
Met de komst van de metallurgie in Finland begon het metaaltijdperk. Metalen artefacten bleven echter zeldzaam, en werden alleen door kleine groepen gebruikt. 

### Westelijke bronstijd

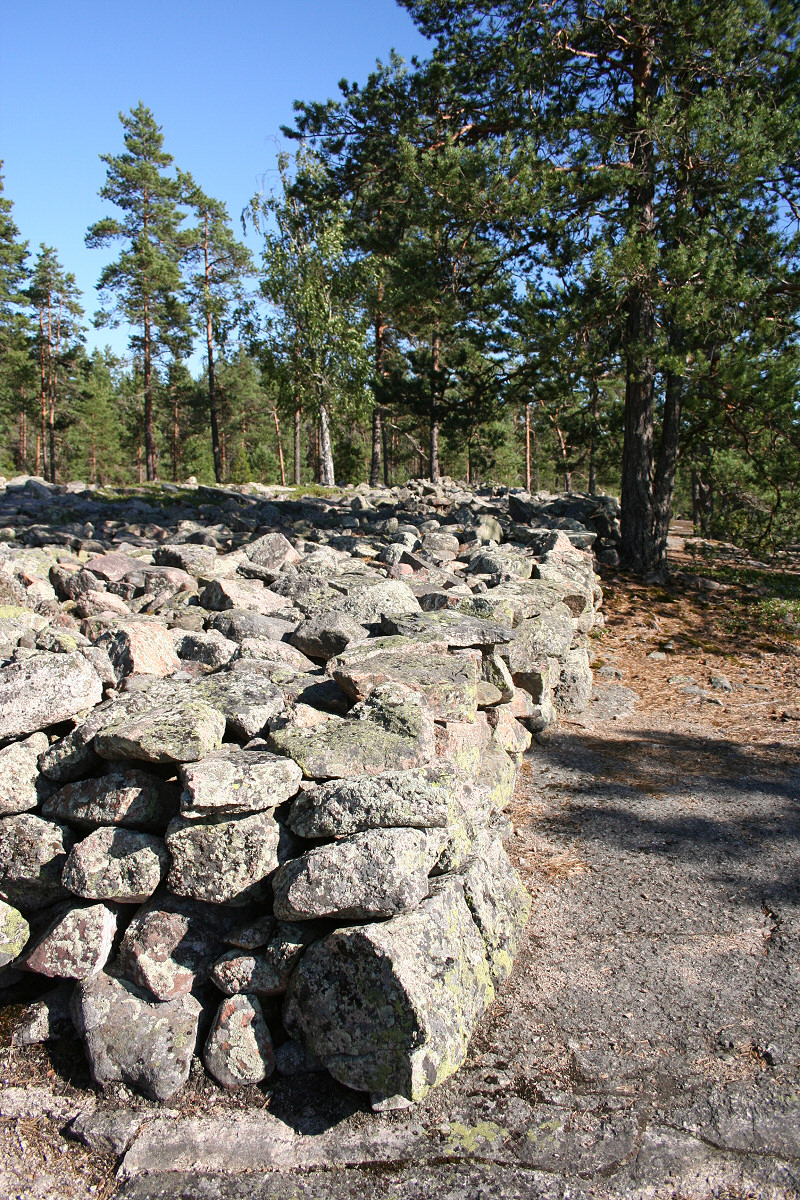
de Kirkonlaati, een vierhoekige bronstijdgrafheuvel in het Sammallahdenmäki-gebied

In het westen begon de Finse bronstijd in 1500 v.Chr. De maritieme verbindingen werden sterk benadrukt en West-Finland werd onderdeel van de gemeenschappelijke cultuur van de Noordse bronstijd. De vondsten van bronzen voorwerpen bevonden zich vooral in het kustgebied, waarbij wordt aangenomen dat een deel ervan met de westerse migranten aankwam. Veel bronzen voorwerpen werden geïmporteerd, maar Finland had ook zijn eigen bronsgieterij.
De landbouw werd steeds belangrijker en er verschenen boerderijen. Een belangrijk voorbeeld hiervan is de residentie Rieskaronmäki in Nakkila. De meest voorkomende vorm van nederzetting langs de kust was waarschijnlijk een enkel huis of mogelijk een kleine groep huizen. Gerst en tarwe werden verbouwd, runderen, schapen, geiten en varkens waren gedomesticeerde dieren. In Rieskaronmäki is ook het oudste gebouw in Finland gevonden, geïnterpreteerd als een schuur. In de bronstijd kwamen kookkuilen steeds vaker voor, vooral aan de Botnische Golf. Ze kunnen verband houden met de productie van zeehondenolie.
In de bronstijd vonden belangrijke religieuze veranderingen plaats. Overtuigingen die hun oorsprong vonden in Europese boerengemeenschappen werden overgenomen. Er werd begonnen met het begraven in monumentale stenen grafheuvels, de zogenaamde röse, wat het belang van de voorouders benadrukte. Deze steengraven met een diameter tot tientallen meters kunnen worden beschouwd als de oudste openbare monumenten in Finland. De grootste heuvel in Finland is de Kuninkaanhauta in Eura. Een andere belangrijke verandering in de latere bronstijd was de adoptie van crematie, die mogelijk verband hield met een verandering in het concept van de ziel. Deze begrafenistraditie manifesteerde zich het sterkst langs de kust, van de Russische grens tot aan Pyhäjoki. Grafgiften waren zeldzaam.
Op het gebied van de westelijke bronscultuur verscheen Satakunta en de monding van de Kokemäenjoki als een soort centraal gebied. Er zijn opmerkelijke monumentale grafheuvels in het gebied, en een aanzienlijke concentratie aan bronzen artefacten. De belangrijke nederzettingsgemeenschappen Nakkila en Kiukainen werden gevormd in de baaien en kustweiden. Sammallahdenmäki bij Rauma was de eerste prehistorische UNESCO-werelderfgoedlocatie van Finland, en vertegenwoordigt de grafheuveltraditie van de westelijke bronstijd.

### Oostelijke bronstijd
De bronscultuur van Oost- en Noord-Finland kwam uit het oosten. Ze beïnvloedde de stammen van de late kamkeramiek, maar er bleef een grote mate van culturele continuïteit tot ver in de ijzertijd. Oostelijke gietvormen bewijzen dat er ook plaatselijk bronsgietwerk plaatsvond. Een significante concentratie is gevonden in Suomussalmi. In de Finse Merenvlakte werd een stoffen mal gebruikt om klei te gieten, zogenaamd textielkeramiek. Dit textielkeramiek was afkomstig uit het oosten, uit de regio van de Wolga en Oka. 
Door de metaalhandel werden de verbindingen tussen de kust en het binnenland versterkt. Crematie- en heuvelgraven verspreidden zich ook naar het oostelijke cultuurgebied. Deze graven werden later "Lapland-ruïnes" genoemd. De religieuze veranderingen omvatten ook het einde van de traditie van het rotsschilderen en het snijden van dierenkoppen. Op de Finse Merenvlakte vond naast de jachteconomie landbouw plaats. 
De grens tussen de bronstijd en de vroege ijzertijd is vloeiend, vooral in het binnenland en het noorden van Finland, en deze perioden worden vaak gecombineerd onder de term vroege metaaltijd. 

## IJzertijd

### Vroege ijzertijd
De eerste ijzeren voorwerpen werden rond de 8e tot 4e eeuw v.Chr. naar Finland gebracht. Ze kwamen vanuit twee richtingen: vanuit Scandinavië en het Oostzeegebied naar de kust en landinwaarts, en uit het gebied van de Ananjinocultuur in Rusland naar Noord-Finland, waarmee al in de late bronstijd verbindingen tot stand waren gebracht. 
De vroegste ijzeren voorwerpen die naar Finland kwamen waren voornamelijk bijlen, messen, speerpunten en sikkels, later ook zeisen en diverse sieraden. Voor tijdgenoten was het werken met ijzer een teken van bovennatuurlijke krachten, en de nieuwe technologie had een grote impact op de Oostzee-Finse mythologie, zoals in de verhalen over de onsterfelijke smid Ilmarinen. Het lijkt ook de perceptie van de Finnen over bijvoorbeeld de oorsprong van bliksem en de geboorte van de wereld te hebben beïnvloed. 
In de 5e eeuw v.Chr. begon ijzer langzaam brons te vervangen bij de vervaardiging van wapens en werktuigen, zowel aan de kust als in het binnenland. In het binnenland begon de ijzerproductie rond 500-300 v.Chr. en in Noord- en Oost-Finland rond de 3e en 2e eeuw v.Chr. Soortgelijke ijzerreductieovens zijn gevonden in Noord- en Oost-Finland, die ook bekend zijn uit Oost-Karelië. Dergelijke ovens zijn niet bekend uit de kuststreek, maar er zijn ijzerslakken gevonden in enkele woningen en grafheuvels uit de pre-Romeinse ijzertijd, wat op ijzerproductie kan duiden. De bronzen bijlen van de Ananjinocultuur behielden hun populariteit tot ver in de pre-Romeinse ijzertijd, wat wijst op de traagheid van de generalisatie van het gebruik van ijzer. 
Rond 500 v.Chr. werd in een deel van Finland Oergermaans gesproken. De invloed ervan is niet alleen terug te zien in leenwoorden, maar ook in de plaatsnamen van West-Finland. Op basis van plaatsnamen is bekend dat de Germanen in West-Finland zowel Finnen als Samen tegenkwamen. De etnische Finnen hadden zich rond deze tijd vanuit Estland naar het zuidwesten van Finland verspreid, terwijl het Samisch zich vanuit Karelië naar Zuid-Finland hadden verspreid, waar het door de mensen van de kamkeramiek werd aangenomen. Omdat de bevolkingsdichtheid zeer schaars was, werd op sommige plaatsen mogelijk nog de talen van de kamkeramiek en/of strijdbijlcultuur gesproken, en verder naar het noorden zelfs de talen van de culturen die daaraan voorafgingen. 
In Finland kon ijzer worden geproduceerd uit ijzeroer of limoniet uit meren en moerassen. Naarmate de vaardigheid zich uitbreidde, verbeterde de beschikbaarheid van metalen voorwerpen duidelijk en verspreidde het gebruik van ijzer zich snel over het land. Het aantal vondsten uit de pre-Romeinse ijzertijd is klein, maar voldoende om te bewijzen dat het gebied van Finland continu bewoond was. De bevolking van de kust voorzag in haar levensonderhoud met een gemengde economie, die in verschillende mate graanteelt, veeteelt, visserij, zeehondenjacht en jacht omvatte. IJzeren landbouwwerktuigen waren een belangrijke innovatie. De putten, mogelijk gerelateerd aan het koken van zeehonden-ingewanden, komen nog steeds veel voor in het Botnische Golfgebied. De grootste concentraties zijn bekend uit de regio Pärämere. De graven zijn over het algemeen bescheidener van structuur dan in de bronstijd. Naast traditionele ronde graven komen rechthoekige ruïnes steeds vaker voor.  Aan de kust is Morby-aardewerk uit Åland een belangrijk kenmerk van de periode. In het binnenland werd Luukonsaari-keramiek vermengd met asbest gebruikt.  
In de jaren 0-200 vonden een aantal in het Romeinse rijk gemaakte voorwerpen hun weg naar Finland. Deze tijd wordt de vroege Romeinse ijzertijd genoemd. Het plaatsen van voorwerpen in graven in kustgebieden werd steeds gebruikelijker en daarmee werd het archeologische vondstmateriaal talrijker en diverser. Tegelijkertijd verscheen ook het gebruik van het begraven van wapens in Finland. Begraafplaatsen zijn vooral bekend van de kusten van Uusimaa en Noord-Finland, de monding van de Kokemäenjoki, Zuid-Ostrobothnia en enkele uit de regio Oulu. 
De sieraden kwamen vaak uit de Baltische landen en de wapens waren Germaans. Mogelijk kwamen immigranten uit de Baltische landen en Scandinavië naar de kusten. Men begon kleding van wol te dragen. Aan de zuidkust begon men gecremeerd of ongecremeerd te begraven in rechthoekige stenen bouwwerken die blijkbaar uit Estland waren overgenomen. Op het gebied van de jagers in het binnenland wordt aangenomen dat de levensstijl onveranderd bleef.
In de latere Romeinse ijzertijd, rond 200 - 400 AD, begonnen ook landinwaarts begraafplaatsen te verschijnen, vooral aan de Kokemäenjoki. De relatief dunne en gelijkmatig verspreide bevolking aan de kust leek zich geleidelijk te concentreren in een paar dichtbevolkte, duidelijk afgebakende nederzettingsgemeenschappen: zo wordt tenminste de verdeling van begraafplaatsvondsten gezien. De bevolking was duidelijker geconcentreerd in baaien, riviermondingen en -benedenlopen.

### Midden-IJzertijd

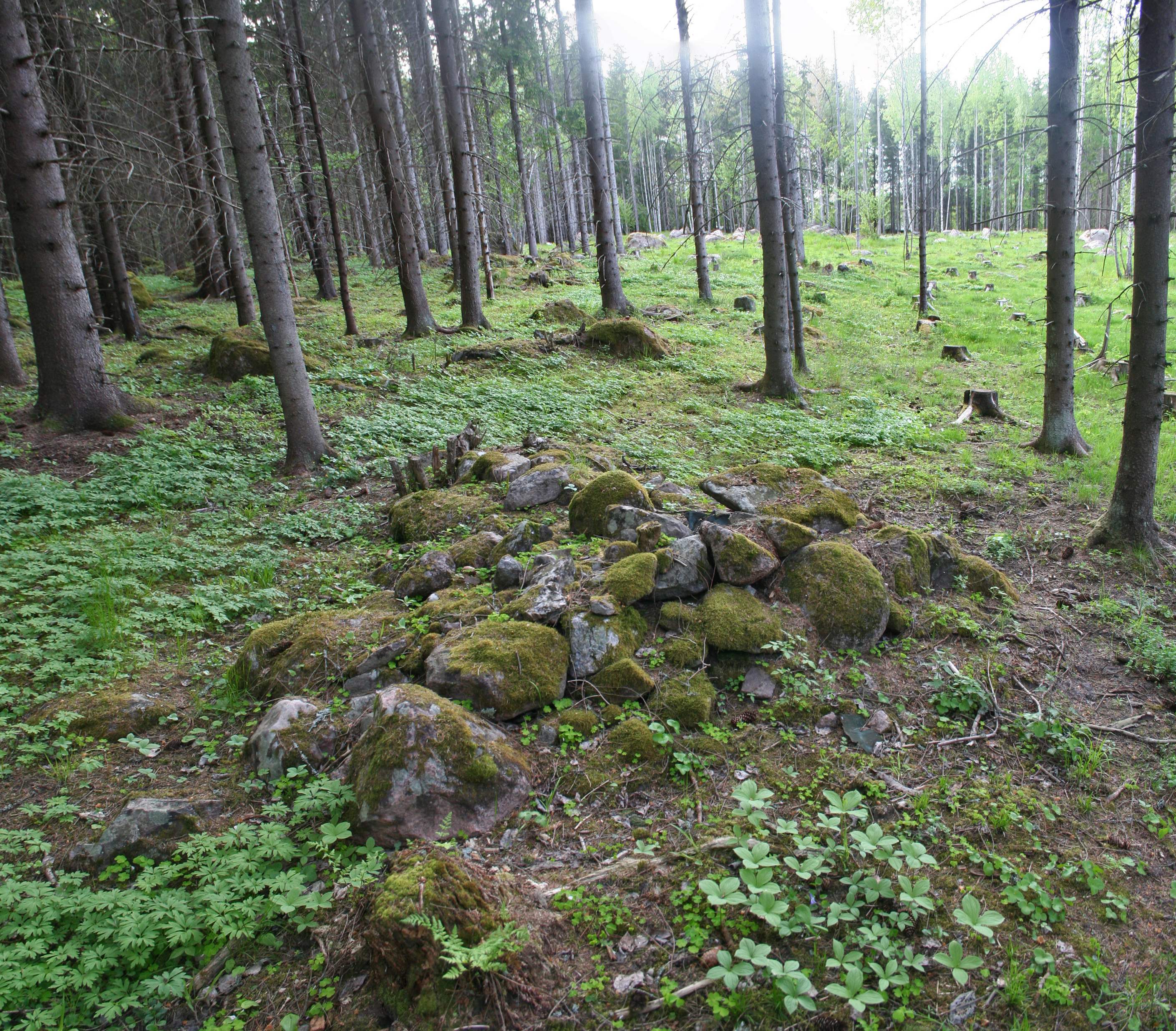
ijzertijdgraven in Harola

Tijdens de migratieperiode (400 - 550/600) breidde de landbouw zich uit, vooral in het binnenland, en nam het aantal metalen voorwerpen in de graven toe. Onder de vondsten bevond zich een kleine hoeveelheid gouden voorwerpen. De wapens waren Germaans van aard. Bij crematie werd de begrafenis vaak uitgevoerd in een stapel stenen die rond een grote centrale steen was verzameld. Er zijn nogal wat vondsten uit Zuid-Ostrobothnia die wijzen op sociale differentiatie. Een belangrijke site is bijvoorbeeld Gulldynt bij Vörå, waar een aanzienlijk aantal geïmporteerde voorwerpen met dierenversieringen is gevonden. Onder de vondsten bevonden zich ook gouden munten en ringen. De lokale economie was vooral gebaseerd op de veeteelt, maar de rijkdom van de elite had mogelijk verband met de bonthandel. Wildernisproducten werden uit het binnenland en Lapland gehaald en via de kustgebieden doorgevoerd. Rond het jaar 500 arriveerde een nieuwe vorm van grafheuvels in Åland, mogelijk samen met een westelijke bevolkingstoestroom.
In het binnenland en Noord-Finland verdween het asbestkeramiek geleidelijk. Tegelijkertijd eindigen de sporen van een eigen ijzerproductie. De midden- en late ijzertijd van deze regio wordt ook wel de "Samische ijzertijd" genoemd. Het archeologisch opsporen van groepen die tot de jagersculturen behoorden, wordt steeds moeilijker. Deze archeologische onzichtbaarheid kan gedeeltelijk te wijten zijn aan het feit dat er een einde kwam aan de zelfvoorziening van de jagers. IJzer en andere producten werden verkregen uit de landbouwgemeenschappen van Finland en Scandinavië; in ruil daarvoor boden de jachtgemeenschappen bont aan.
Tijdens de Vendeltijd (550/600 - 800) vormde Zuidwest-Finland zijn eigen materiële cultuur, die zich uitbreidde naar Savo en Karelië. Er werden veel kostbare wapens gevonden. Sieraden en wapens begonnen hun eigen stijl te tonen die verschilde van de aangrenzende regio's van Finland. Het begraven gebeurde nog steeds meestal in een heuvel of crematievelden. In Zuid-Satakunta, in de gebieden Eura en Köyliö, begonnen mensen in de 5e eeuw begraven te worden in kuilen, mogelijk als gevolg van de invloed van het christendom. Bijzonder uit die periode zijn rijk uitgeruste graven die het bestaan van een bovenklasse suggereren. Volgens sommige onderzoekers hadden de leden van de sociale leiderschapslaag in de Finse regio tijdens de Vendeltijd nauwe banden met de leiders van de staatsformaties die zich in Midden-Zweden en Zuid-Scandinavië ontwikkelden. De meest voorkomende vorm van nederzetting moet nog steeds het enkele huis zijn geweest, maar er wordt aangenomen dat tijdens de Vendeltijd ook echte dorpen in Zuidwest-Finland ontstonden. In Kalaschabrännan in Maalahti zijn bijvoorbeeld goed bewaarde Vendel-huisresten onderzocht. De huizen waren gebouwd met verticale palen en de muren werden afgedicht met klei.
In Leväluhda bij het dorp Orismala in Isokyrö zijn de overblijfselen gevonden van honderd mensen die tussen 300 en 700 in de vijver waren begraven of geofferd, tezamen met een bronzen ketel en sieraden. 
Mogelijk is de kat pas in de Vendeltijd naar Finland gekomen. Het was in agrarische gemeenschappen een werkdier dat ratten en muizen weghield van graanopslagplaatsen. Er zijn bijvoorbeeld verbrande kattenbotten gevonden op crematiebegraafplaatsen in Åland, Hämeenlinna en Laitila.

### Late ijzertijd

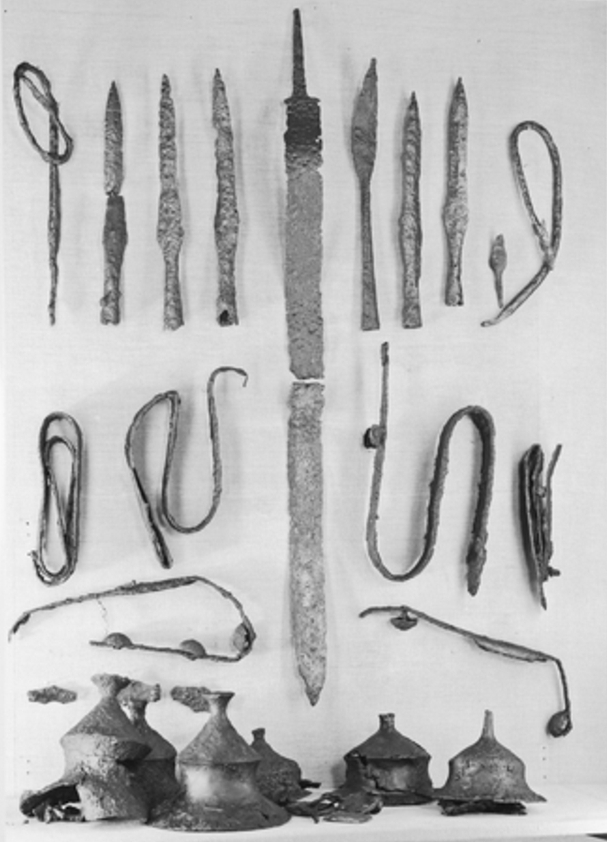
artefacten uit het bootgraf van Yliskylä, Vikingtijd

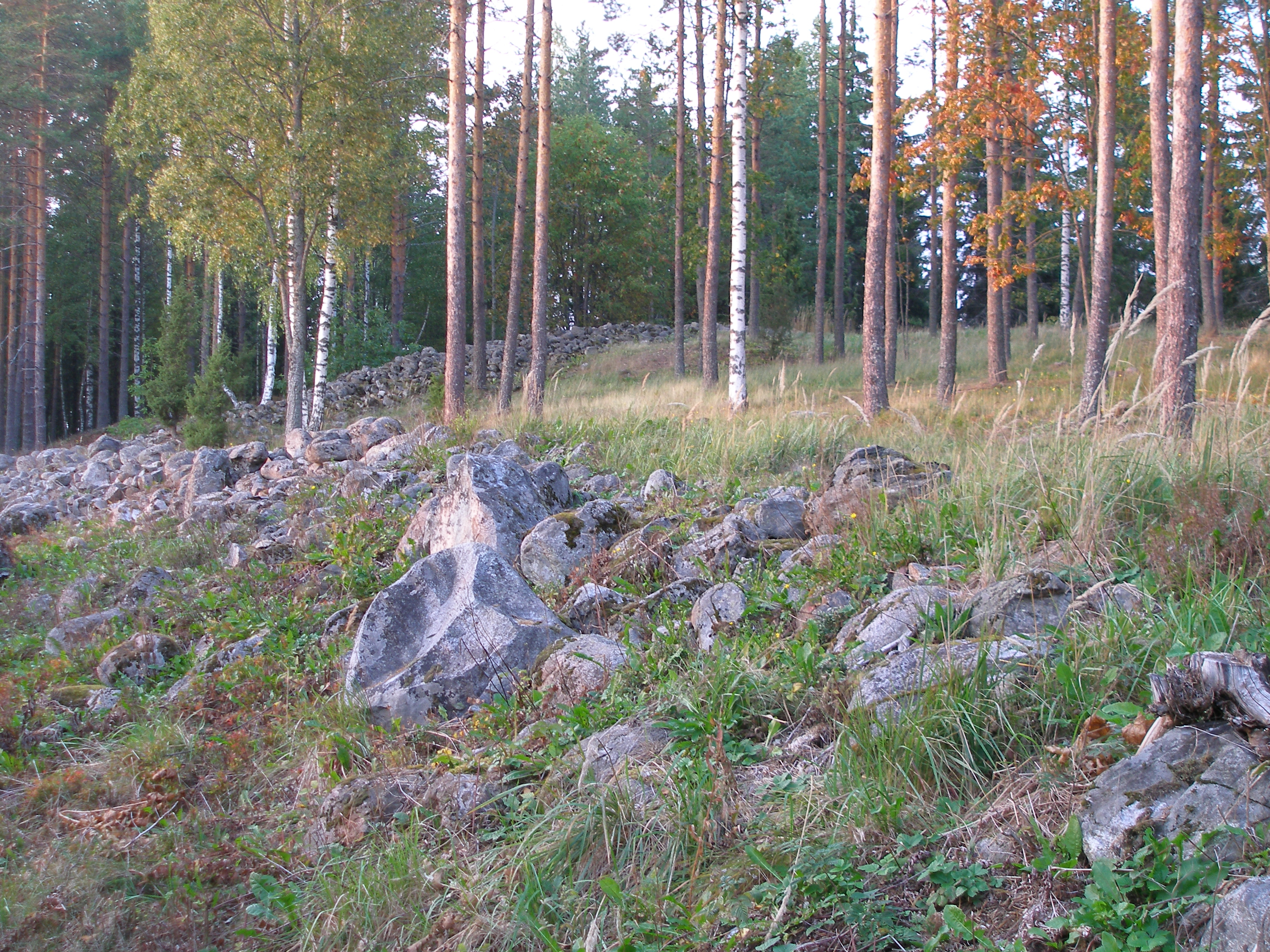
Overblijfselen van het Kasteel Rapola. In Finland zijn iets meer dan 100 zogenaamde "oude kastelen" bekend.

Tijdens de Vikingtijd (rond 800 - 1025) werden de handel en verbindingen levendiger en begonnen er stadsachtige nederzettingen rond de Oostzee te ontstaan. Tot het einde van de 9e eeuw was er veel verkeer op de handelsroute van de Varjagen naar de Grieken. 
In Scandinavië is de Vikingtijd de laatste periode van de prehistorie. In de Scandinavische landen waren de belangrijkste handelssteden Birka aan het Mälarmeer in Midden-Zweden, Hedeby in Zuid-Jutland in het huidige Duitsland, en Kaupang aan de Oslofjord in Noorwegen. 
In Finland werd de bevolking dichter, vooral in Savo en Karelië, maar de begraafplaatsen verdwenen in Uusimaa en Zuid-Österbotten. Of het verdwijnen van begraafplaatsen het verlies van nederzettingen betekent, is het onderwerp van levendig debat. Aan het einde van de Vikingtijd veranderde crematie over het algemeen in begrafenis, wat waarschijnlijk een teken is van de geleidelijke overname van christelijke gebruiken. De belangrijkste onderzochte begraafplaats is Luistari in Eura. 
In het jagersgebied van Binnen- en Noord-Finland nam het aantal losse vondsten en individuele graven met voorwerpen die verwijzen naar Zuid-Finland toe. Dit wordt traditioneel verklaard door het groeiende belang van haklandbouw en bonthandel. In het zuiden bereikte de Samen-bevolking minstens de hoogte van Oulujärvi, maar mogelijk veel verder naar het zuiden. 
In Varikonniemi in Hämeenlinna, aan de oever van het Vanajavesi-meer, is onderzoek gedaan naar een nederzetting uit de ijzertijd. Volgens de archeologen waren er overblijfselen van een soort verdedigingswal en pier, hoewel aan deze interpretaties werd getwijfeld. De nederzetting lag op het kruispunt van belangrijke waterwegen. 
De laatste periode van de ijzertijd in Finland is de kruistochtenperiode (1025/1050 - 1250/1300). De tijd van de kruistochten was een gewelddadige tijd rond de Oostzee, en de stammen van Zuid-Finland vochten regelmatig met Novgorod, Denemarken, Zweden en andere Finse stammen in de regio. De Zweden voerden de eerste, tweede en derde kruistocht naar Finland tegen de eigenlijke Finnen, Tavastiërs en Kareliërs, waardoor Finland geleidelijk deel ging uitmaken van het katholieke christendom en het ontluikende koninkrijk Zweden, terwijl delen van Oost- en Noord-Finland uiteindelijk deel uitmaakten van het orthodoxe christendom en de republiek Novgorod. Hoewel de banden met beide staten los waren en hun macht zich vooral uitstrekte tot de vestingen en hun omgeving, kan nu al worden gezegd dat de versterkende invloed van het christendom was begonnen. Toen beide landen voldoende handelsvrede konden garanderen, werd Finland deel van het Europese handelsnetwerk. Terwijl de kerkelijke organisatie een stevigere basis kreeg, kon het christelijk zendingswerk blijvende resultaten opleveren. 
De zogeheten "oude kastelen" in Finland werden uiterlijk vanaf de late ijzertijd gebouwd. Ze worden geassocieerd met de militaire onrust van de kruistochten en de middeleeuwen. In Finland zijn ongeveer 100 van deze oude kastelen bekend. Ze werden gebouwd op moeilijk bereikbare plaatsen, bovenop rotsen of heuvels, of op heuvels omgeven door water. In de kastelen werden wallen gebouwd van steen zonder mortel, aarde en boomstammen.
Het is moeilijk een schatting te geven van de bevolking tijdens de ijzertijd, maar tijdens de kruisvaardersperiode aan het begin van de 11e eeuw moet dit minstens 50.000 tot 90.000 mensen zijn geweest, anders zou de middeleeuwse bevolking van Finland bijna uit het niets zijn verschenen. De nederzettingen waren echter zeer ongelijk verdeeld. De dichtstbevolkte gebieden waren Åland vóór het vondstenvacuüm van de 11e eeuw, evenals de zuidwestkust en het Eura-Köyliö-gebied. Er waren ook behoorlijk wat nederzetting in het stroomgebied van de Kokemäenjoki in Satakunta en Kanta-Häme.